# Holstebro (gemeente)
Holstebro is een gemeente in de Deense regio Midden-Jutland. De gemeente telt 58.125 inwoners (2017). Hoofdplaats is Holstebro.
Holstebro had tot 2007 een oppervlakte van 351 km² en 41.210 inwoners. Bij de herindeling van 2007 werden de volgende gemeentes bij Holstebro gevoegd: Ulfborg-Vemb, Vinderup.

## Plaatsen
- Borbjerg
- Nørre Felding
- Tvis
- Ulfborg
- Vemb
- Holstebro
- Mejrup Kirkeby
- Mogenstrup
- Sevel
- Sønder Nissum
- Staby
- Thorsminde
- Bur
- Idom
- Skave
- Herrup
- Hvam Mejeriby
- Handbjerg
- Krunderup
- Vinderup
- Ejsing
- Ryde

Aarhus · Favrskov · Hedensted · Herning · Holstebro · Horsens · Ikast-Brande · Lemvig · Norddjurs · Odder · Randers · Ringkøbing-Skjern · Samsø · Silkeborg · Skanderborg · Skive · Struer · Syddjurs · Viborg
Altea · Bad Kötzting · Bellagio · Bundoran · Chojna · Granville · Holstebro · Houffalize · Judenburg · Karkkila · Kőszeg · Meerssen · Niederanven · Oxelösund · Preveza · Rovinj · Sesimbra · Sherborne · Sigulda · Sušice · Türi
- Gemeinsame Normdatei: 16157418-X
- International Standard Name Identifier: 0000 0004 0414 0027
- MusicBrainz: 1e97029b-9eab-46b5-b303-e0e6c1f25be2
- Virtual International Authority File: 149863176
- WorldCat: E39PBJtGYJGCkVvQBjD37KcwYP